# Championnat de Papouasie-Nouvelle-Guinée de football 2015-2016
Navigation
Édition précédente Édition suivante
La saison 2015-2016 du Championnat de Papouasie-Nouvelle-Guinée de football est la dixième édition de la National Soccer League, le championnat semi-professionnel de première division en Papouasie-Nouvelle-Guinée. 
Douze formations participent à la compétition, qui se déroule en trois phases :
- une première phase régionale voit les équipes réparties en deux poules (Zones Nord et Sud), où elles s'affrontent à deux reprises, à domicile et à l'extérieur. Les 2 premiers de chaque poule se qualifient pour la phase nationale
- lors de la phase nationale, les quatre équipes qualifiées se rencontrent à deux reprises, à domicile et à l'extérieur. Les deux premiers se qualifient pour la finale du championnat
- la finale du championnat est jouée sur un seul match afin de déterminer le vainqueur de la compétition.

C'est le club de Lae City Dwellers FC, tenant du titre, qui est à nouveau sacré champion cette saison après avoir battu Hekari United lors de la finale. C'est le second titre de champion de Papouasie-Nouvelle-Guinée de l'histoire du club.

## Les clubs participants
- Hekari United
- Besta PNG United FC
- FC Port Moresby
- Madang FC
- Admiralty Palaiau FC
- Lae City Dwellers FC
- Goroka Gosiha FC
- Rapatona FC
- Erema FC
- PS Huawei FC
- Gigira Laitepo FC
- Welgris Morobe United

## Compétition
Le classement est établi sur le barème de points suivant : victoire à 3 points, match nul à 1, défaite à 0.

### Phase régionale
| Rang | Équipe                | Pts | J  | G | N | P  | Bp | Bc | Diff |  | Résultats (▼ dom., ► ext.) | Lae | Wel | Mad | Adm | Bes | Gor |
| ---- | --------------------- | --- | -- | - | - | -- | -- | -- | ---- |  | -------------------------- | --- | --- | --- | --- | --- | --- |
| 1    | Lae City Dwellers FCT | 23  | 10 | 7 | 2 | 1  | 24 | 6  | +18  |  | Lae City Dwellers FCT      |     | 3-1 | 0-0 | 2-1 | 3-0 | 7-0 |
| 2    | Welgris Morobe United | 20  | 10 | 6 | 2 | 2  | 15 | 8  | +7   |  | Welgris Morobe United      | 0-1 |     | 2-2 | 1-1 | 1-0 | 3-0 |
| 3    | Madang FC             | 18  | 10 | 5 | 3 | 2  | 14 | 9  | +5   |  | Madang FC                  | 2-1 | 0-2 |     | 1-0 | 3-0 | 2-1 |
| 4    | Admiralty Palaiau FC  | 13  | 10 | 3 | 4 | 3  | 13 | 7  | +6   |  | Admiralty Palaiau FC       | 0-0 | 0-1 | 1-1 |     | 3-0 | 3-0 |
| 5    | Besta PNG United FC   | 10  | 10 | 3 | 1 | 6  | 9  | 17 | -8   |  | Besta PNG United FC        | 0-3 | 0-2 | 2-0 | 0-0 |     | 3-1 |
| 6    | Goroka Gosiha FC      | 0   | 10 | 0 | 0 | 10 | 7  | 35 | -28  |  | Goroka Gosiha FC           | 2-4 | 1-2 | 0-3 | 1-4 | 1-4 |     |

| Rang | Équipe            | Pts | J  | G  | N | P | Bp | Bc | Diff |  | Résultats (▼ dom., ► ext.) | Hek | Rap | Por | Ere | Gig | Hua |
| ---- | ----------------- | --- | -- | -- | - | - | -- | -- | ---- |  | -------------------------- | --- | --- | --- | --- | --- | --- |
| 1    | Hekari United     | 30  | 10 | 10 | 0 | 0 | 39 | 12 | +27  |  | Hekari United              |     | 2-1 | 2-0 | 9-3 | 4-2 | 3-1 |
| 2    | Rapatona FC       | 14  | 10 | 4  | 2 | 4 | 12 | 16 | -4   |  | Rapatona FC                | 0-4 |     | 0-3 | 3-1 | 0-0 | 1-1 |
| 3    | FC Port Moresby   | 13  | 10 | 4  | 1 | 5 | 19 | 13 | +6   |  | FC Port Moresby            | 1-2 | 2-0 |     | 1-2 | 1-0 | 2-3 |
| 4    | Erema FC          | 11  | 10 | 3  | 2 | 5 | 15 | 25 | -10  |  | Erema FC                   | 0-3 | 1-2 | 1-1 |     | 3-1 | 0-2 |
| 5    | Gigira Laitepo FC | 9   | 10 | 2  | 3 | 5 | 13 | 19 | -6   |  | Gigira Laitepo FC          | 2-4 | 1-2 | 3-2 | 1-1 |     | 1-1 |
| 6    | PS Huawei FC      | 8   | 10 | 2  | 2 | 6 | 14 | 27 | -13  |  | PS Huawei FC               | 2-6 | 1-3 | 0-6 | 2-3 | 1-2 |     |

|  | Qualification pour la phase nationale |
|  | T : Tenant du titre                   |

### Phase nationale
| Rang | Équipe                | Pts | J | G | N | P | Bp | Bc | Diff |  | Résultats (▼ dom., ► ext.) | Hek | Lae | Wel | Rap |
| ---- | --------------------- | --- | - | - | - | - | -- | -- | ---- |  | -------------------------- | --- | --- | --- | --- |
| 1    | Hekari United         | 16  | 6 | 5 | 1 | 0 | 15 | 1  | +14  |  | Hekari United              |     | 5-0 | 5-0 | 2-0 |
| 2    | Lae City Dwellers FCT | 13  | 6 | 4 | 1 | 1 | 14 | 5  | +9   |  | Lae City Dwellers FCT      | 0-0 |     | 2-0 | 5-0 |
| 3    | Welgris Morobe United | 3   | 6 | 1 | 0 | 5 | 3  | 13 | -10  |  | Welgris Morobe United      | 1-2 | 0-2 |     | 2-1 |
| 4    | Rapatona FC           | 3   | 6 | 1 | 0 | 5 | 2  | 15 | -13  |  | Rapatona FC                | 0-1 | 0-5 | 1-0 |     |

|  | Qualification pour la finale du championnat et pour la Ligue des champions de l'OFC 2017 |
|  | T : Tenant du titre                                                                      |

### Finale
| 19 mars 2016 | Hekari United | 0 - 2 | Lae City Dwellers FC | Sir John Guise Stadium, Port Moresby |
|              |               |       | , Raymond Gunemba    |                                      |

## Après la compétition
Hekari United aurait dû se qualifier pour la Ligue des champions d'Océanie grâce à sa place en finale du championnat. Cependant, à la suite d'un litige avec la fédération papouan-néo-guinéenne et le choix du club de participer à un championnat dissident la saison prochaine, sa qualification lui est retirée et attribuée au club le mieux classé en phase régionale ayant accepté de participer à la compétition continentale, à savoir Madang Football Club.

## Bilan de la saison
| Championnat de Papouasie-Nouvelle-Guinée de football 2015-2016 |                                 |
| Champion                                                       | Lae City Dwellers FC (2e titre) |
| Coupes et trophées                                             |                                 |
| Vainqueur de la Coupe de Papouasie-Nouvelle-Guinée 2015-2016   | Non disputée                    |
| Qualifications continentales                                   |                                 |
| Ligue des champions de l'OFC 2017                              | Lae City Dwellers FC            |
| Ligue des champions de l'OFC 2017                              | Madang Football Club            |
| Promotions et relégations                                      |                                 |
| Promus en National Soccer League                               | Aucun                           |
| Relégués                                                       | Aucun                           |